# Ivar Trägårdh
Ivar Oscar Herman Trägårdh, född den 16 september 1878 i Järfälla, död den 22 maj 1951 i Kungsholms församling, Stockholm, var en svensk entomolog. Han var far till Björn Trägårdh.

## Biografi
Trägårdh var son till brukspatron Claes-Emil Trägårdh och hans hustru Eva Schwieler. Han blev filosofie doktor i Uppsala 1904 och docent där i entomologi 1905. År 1910 flyttade han till Centralanstalten för jordbruksförsök och blev där assistent vid entomologiska avdelningen. Han var sedan föreståndare för Statens skogsförsöksanstalts entomologiska avdelning 1915–1943, från 1921 med titeln professor.
Trägårdh företog resor i vetenskapligt syfte, bland annat till Egypten och Sudan 1901 samt till Natal och Zululand 1904–1905. Han gav ut ett stort antal arbeten med morfologiskt, anatomiskt, systematiskt, ekologiskt och djurgeografiskt innehåll över kvalster och insekter av olika ordningar. Trägårdh är begravd på Norra begravningsplatsen utanför Stockholm.